# Jerzy Panek (polityk)
Jerzy Antoni Panek (ur. 14 grudnia 1946 w Oleśnie, zm. 20 grudnia 2019 w Częstochowie) – polski polityk, lekarz, poseł na Sejm II kadencji.

## Życiorys
Syn Antoniego i Marii. Ukończył w 1970 studia na Wydziale Lekarskim Śląskiej Akademii Medycznej. Z zawodu był lekarzem ginekologiem i położnikiem. Prowadził prywatną praktykę, kierował też przychodnią w Częstochowie.
Od 1993 do 1997 sprawował mandat posła II kadencji, wybranego w okręgu częstochowskim z listy Sojuszu Lewicy Demokratycznej. Pod koniec lat 90. wstąpił do Polskiej Partii Socjalistycznej, zasiadał we władzach krajowych tej partii. W 2006 bezskutecznie ubiegał się o mandat radnego miasta z komitetu wyborczego Lewica i Demokraci.
W 1997 otrzymał Srebrny Krzyż Zasługi.
Pochowany na cmentarzu komunalnym w Częstochowie.